# آموکو
آموکو (به انگلیسی: Amoco) شرکت نفت و صنایع شیمیایی آمریکایی بود، که در سال ۱۸۸۹ توسط جان دیویس راکفلر، تحت نام استاندارد اویل ایندیانا و به‌عنوان شرکت تابعه استاندارد اویل تأسیس شد. که بخش تولید محصولات شیمیایی شرکت استاندارد اویل را برعهده داشت. این شرکت در دسامبر ۱۹۹۸ توسط بریتیش پترولیوم خریداری شد.
استاندارد اویل ایندیانا سال‌ها وظیفه تولید و توزیع مواد شیمیایی را برای کمپانی استاندارد اویل برعهده داشت. بازوی دیگر شرکت استاندارد اویل ایندیانا، شرکت نفت آمریکا، یا آمریکن اویل کمپانی بود، که در سال ۱۹۱۰ توسط لوئیس بلاوستین و پسرش جیکوب، در بالتیمور تأسیس شد. در سال ۱۹۲۲ بلاوستین اقدام به خریداری استاندارد اویل ایندیانا نمود، سپس دو شرکت در هم ادغام شده و فعالیت خود را، با نام آموکو آغاز کردند.
در سال ۱۹۹۸ در پی خریداری آموکو توسط بی‌پی، دو شرکت با هم ادغام شدند و شرکت جدید، "بی‌پی-آموکو" نام گرفت. این نام در سال ۲۰۰۲ بار دیگر به بی‌پی تغییر یافت. دفتر مرکزی آموکو در ساختمان آموکو در شیکاگو، ایلی‌نوی که در حال حاضر "ایون سنتر" نام دارد، قرار داشت.